# 埃爾克城 (堪薩斯州)
埃爾克城（英語：Elk City）是一個位於美國堪薩斯州蒙哥馬利縣的城市。

## 地方資料
根據2020年美國人口普查的數據，埃爾克城的面積為0.88平方千米，當中陸地面積為0.88平方千米，而水域面積為0.00平方千米。當地共有人口260人，而人口密度為每平方千米295.45人。